# The Mescaleros
The Mescaleros va ser la banda del cantant i guitarrista ex The Clash Joe Strummer des de 1999 fins a la seua mort en 2002. El grup va comptar amb molts integrants multi-instrumentals durant la seua curta existència incloent a Tymon Dogg, un vell amic de Strummer durant la seua època en The 101'ers. El nom de la banda feia al·lusió a l'al·lucinogen de la mescalina.